# Wrightwood, California
Wrightwood este un loc desemnat pentru recensământ în comitatul San Bernardino, California. Se află la o altitudine de 6,000 picioare (1,829 m). Populația era de 4.525 de locuitori la recensământul din 2010, în creștere față de populația de 3.837 de locuitori la recensământul din 2000. Wrightwood este situat 77 mile (124 km) nord-est de Los Angeles. Wrightwood se află pe Pacific Crest Trail.

## Istorie
Situată într-o vale acoperită de pini din Munții San Gabriel, zona Wrightwood a fost dezvoltată pentru prima dată ca ferme de vite în secolul al XIX-lea de către Nathan și Truman Swarthout. Mai târziu, ferma principală, deținută de Sumner Wright, a fost împărțită în loturi rezidențiale și comerciale, iar în anii 1920 o comunitate prinsese rădăcini. Pasionații de schi timpurii au descoperit versanții orientați spre nord ai San Gabriels deasupra Văii Swarthout. Până în 1937, zona de schi, cunoscută inițial sub numele de Big Pines, făcea parte dintr-un parc din județul Los Angeles. După cel de-al Doilea Război Mondial, Big Pines și-a deschis sezonul de schi 1946–47 cu un nou telescaun și Școala de schi Sepp Benedikter (conform anunțului lor din numărul din februarie 1947 al revistei Western Skiing). Au fost construite autostrăzi care fac legătura cu rutele majore din Cajon Pass, făcând Wrightwood accesibil fără a conduce serios la munte.
Fosta comunitate de vacanță găzduiește acum peste 4.000 de rezidenți cu normă întreagă. Liceul Serrano din comunitatea vecină Phelan a fost deschis în 1982; deservește, de asemenea, Wrightwood și comunitatea vecină Piñon Hills.
În august 2016, o parte din populația lui Wrightwood a fost evacuată ca parte a evacuărilor obligatorii a peste 82.000 de persoane din comitatul San Bernardino din cauza incendiului Blue Cut. În septembrie 2020, incendiul Bobcat a provocat avertismente de evacuare pentru zona Wrightwood, în timp ce a izbucnit peste Munții San Gabriel.

## Politică
În Legislatura statului California, Wrightwood se află în the 23rd Senate District, iar în the 36th Assembly District.g
În Camera Reprezentanților Statelor Unite, Wrightwood se află în California's 8th congressional district.
Parcurile și apele uzate din Wrightwood sunt întreținute de districtul de servicii comunitare Wrightwood din 2017.

## Educație
Educația publică din Wrightwood este gestionată de Snowline Joint Unified School District. Elevii din Wrightwood frecventează următoarele școli:
Școala elementară TK-5 Wrightwood
6-8 Școala Gimnazială Pinon Mesa
9-12 Liceul Serrano
TK-12 Snowline Academy Homeschool
TK-8 The Heritage School (Școala părinților la alegere)
Școala de adulți Snowline

## Stațiunea înaltă de munte
La vest de Wrightwood se află Big Pines, care găzduiește Mountain High Resort, o stațiune populară de schi/snowboard formată din Three Mountains.